# Oedaspis congoensis
Oedaspis congoensis är en tvåvingeart som beskrevs av Amnon Freidberg och Moises Kaplan 1992. Oedaspis congoensis ingår i släktet Oedaspis och familjen borrflugor.
Artens utbredningsområde är Kongo. Inga underarter finns listade i Catalogue of Life.